# Nääs Fabriker

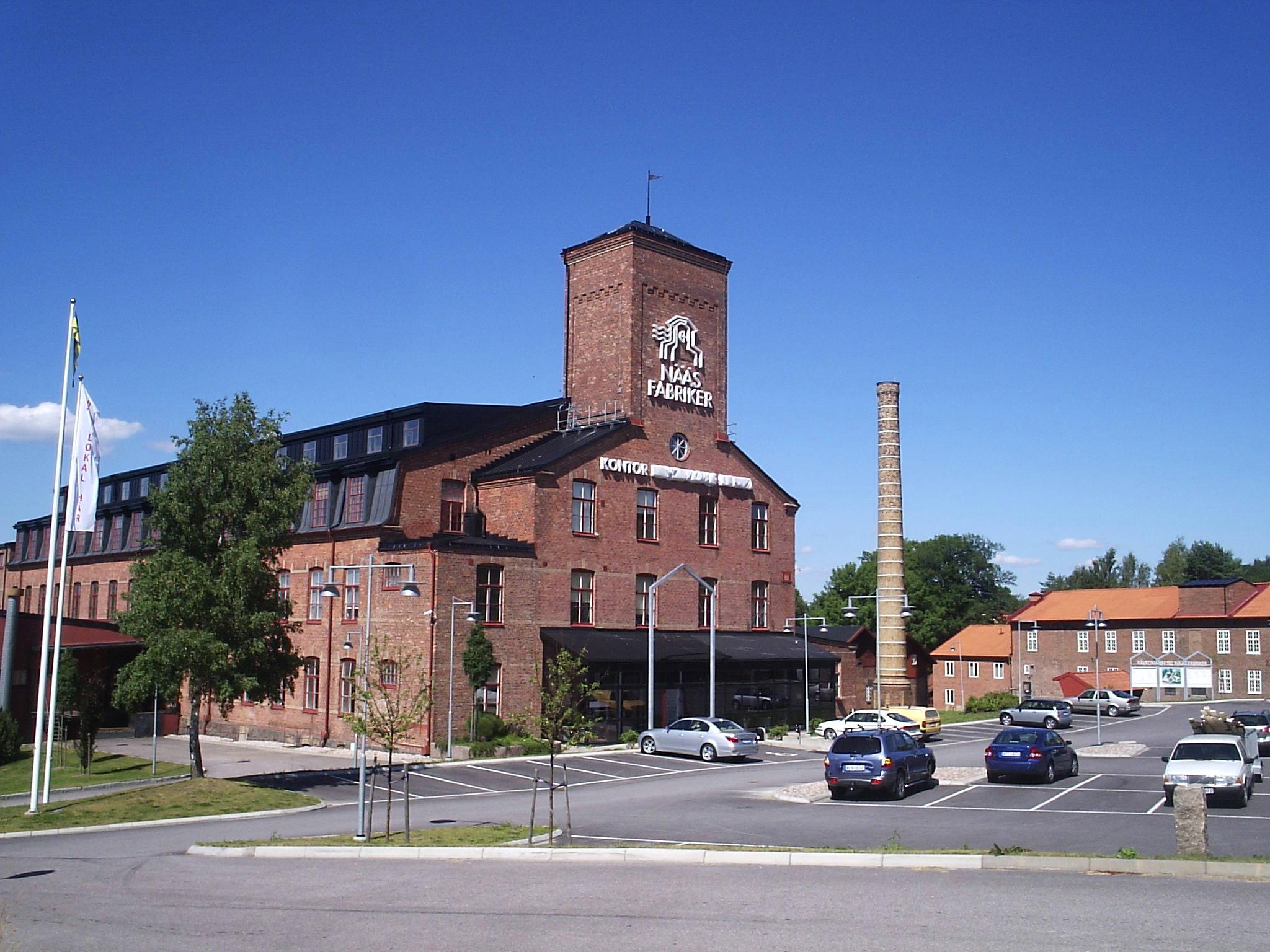
Nääs fabriker 2006.

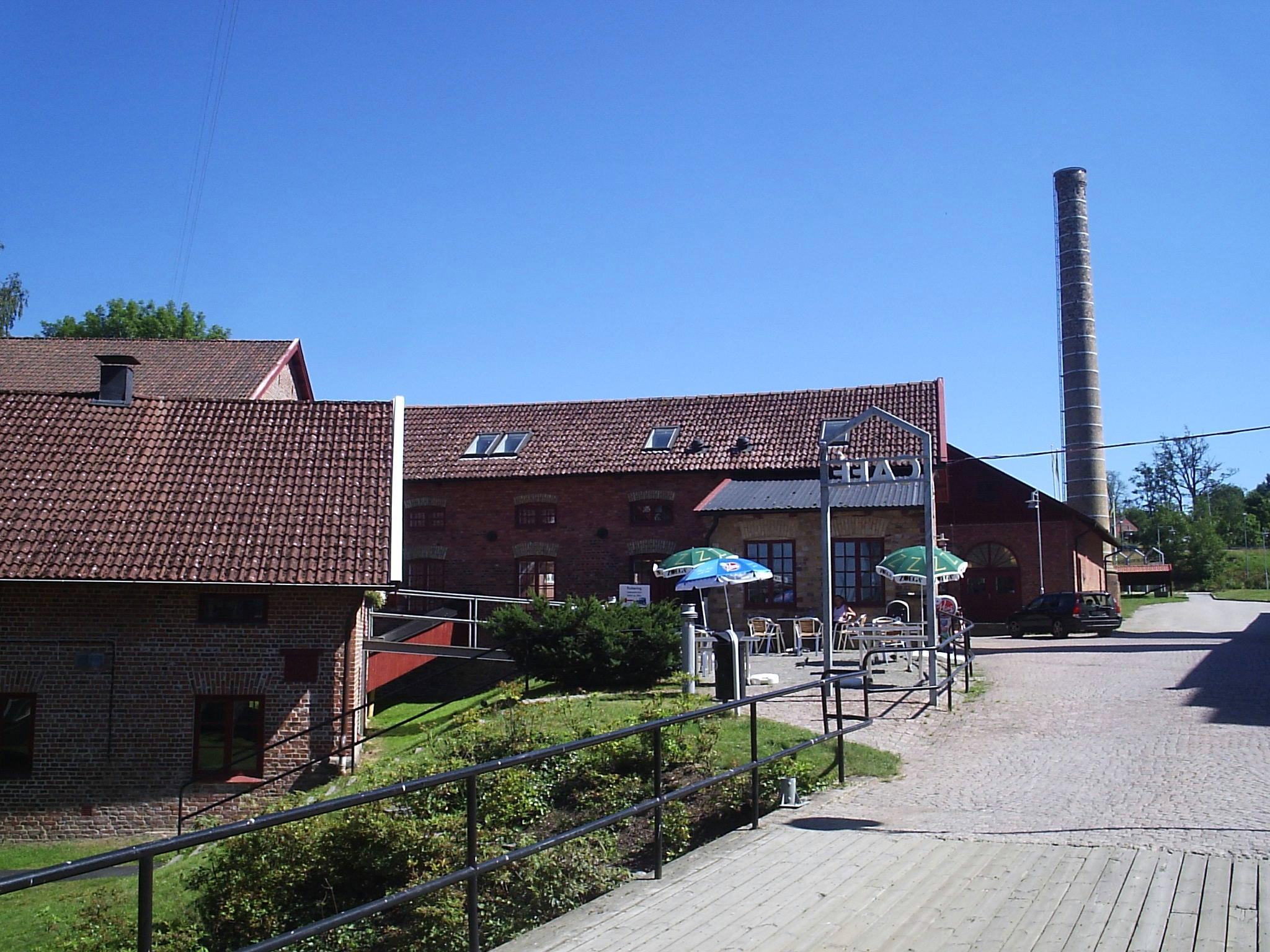
Nääs fabriker 2006.

Nääs Fabriker är ett fabriksområde med bl.a. en före detta textilindustri i Tollered vid sjön Sävelången. 

## Historia
Nääs Fabriker började byggas 1833. Peter Wilhelm Berg, ägaren till Nääs slott, var förmögen och insåg att framställning av bomullsgarn skulle bli en bra affär. Till egendomen hörde fallrättigheter i Tollereds ström några kilometer öster om slottet. Med början 1833 byggde Berg här tillsammans med sin son Johan Theodor Berg upp Nääs Fabriker. Han lät uppföra ett bomullsspinneri 1833-34 av tegel som man bränt lokalt. Förutom spinneri drev man blekeri och färgeri för bomull. Man drev även sågverk, hyvleri, snickerifabrik och jordbruk.
Efter Bergs död 1854 delades egendomen mellan hans barn. Slottet med tillhörande jordegendom avyttrades 1868, medan fabrikerna förblev i familjens ägo. År 1880 ombildades bolaget till aktiebolag, man hade i början av 1930-talet omkring 425 anställda. 1895 blev Volrath Berg ny vd för fabrikerna och genomförde moderniseringar. Nääs Fabriker köpte Alingsås bomullsväveri 1912 och Aktiebolaget Nordens väveri i Borås 1927.
Familjen Berg sålde fabriken 1961 till Almedahls-Dalsjöfors AB och bara några år senare drabbades Sverige av en textilkris. I början av 1980-talet lades verksamheten ner för gott och Lerums kommun köpte fastigheterna 1982. Fram till 1990 användes Nääs Fabriker till projekt för arbetslösa ungdomar därefter köptes det av byggnadsfirman Ernst Rosén AB i Göteborg. Området förvandlades sedan till företagscenter, hotell, konferenscenter, restaurang, café och butiker.
Uppfinnaren Stephan Mangold drev ett science center, Experimentum i lokaler i huvudbyggnaden tills detta köptes och integrerades i  Universeum, som öppnades 2001 i Göteborg.
Filmen Tuppen med Magnus Härenstam i huvudrollen spelads in här 1981.